# Критеріум

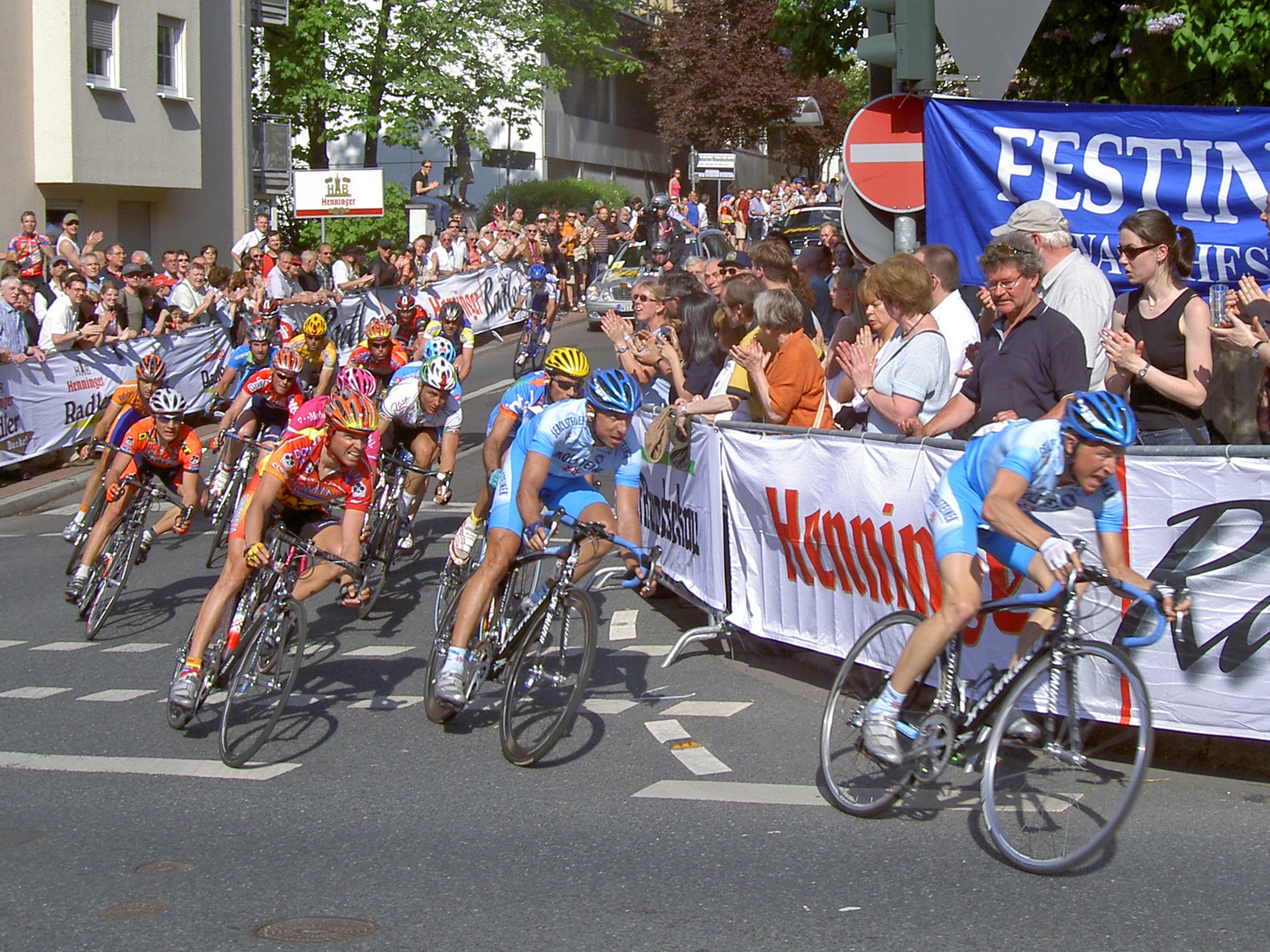
Критеріум Rund um den Henninger-Turm

Критеріум — у шосейному велоспорті — групові кругові (кільцеві) перегони, як правило вулицями міста, за очками.

## Правила
У критеріумі довжина одного кола, як правило, становить від одного до трьох кілометрів, кількість таких кругів — до п'ятдесяти. Через певну кількість кіл влаштовується проміжний фініш, де перший гонщик, який перетнув межу, отримує 5 очок, другий — 3 очки, третій — 2, четвертий — 1. Довжина кола і кількість кругів у перегонах може сильно варіюватись (наприклад: кожне п'яте коло — проміжний фініш, двадцяте коло (середина гонки) — очки за фініш подвоюються), це визначає оргкомітет перегонів і суддівство. Таким чином, критеріум являє собою видовищні динамічні перегони, багаті тактичними хитрощами, які видно глядачеві, і вимагає великої фізичної витривалості. Критеріум нагадує групові перегони за очками на треку, тільки в критеріумі може бути як індивідуальний залік, так і командний, а на треку — тільки індивідуальний.
Дуже часто критеріум проводиться після закінчення будь-якого супертуру в цілях реклами того чи іншого комерційного підприємства, проекту, при цьому є одним з способів додаткового заробітку для професіоналів.

## Змагання
- Всеукраїнські велосипедні перегони пам'яті майстра спорту Володимира Філіпенка — щорічно у вересні, Тернопіль